# Distrito arqueológico Shark River Slough
El Distrito arqueológico Shark River Slough  es un distrito histórico ubicado en Homestead, Florida. El Distrito arqueológico Shark River Slough se encuentra inscrito como un Distrito Histórico en el Registro Nacional de Lugares Históricos desde el 5 de noviembre de 1996.  

## Ubicación
El Distrito arqueológico Shark River Slough se encuentra dentro del condado de Miami-Dade en las coordenadas 25°39′22″N 80°41′34″O / 25.656111, -80.692778.